# Alisa Tunja
Alisa Tunja (Sarajevo, 27 maggio 1972) è un'ex cestista bosniaca, fino al 1991 jugoslava.

## Carriera
Con la Bosnia ed Erzegovina ha disputato i Campionati europei del 1997.